# Дивия
Дивия (Дива, Дева, Диана) — согласно древнерусским поучениям против язычества — богиня, почитаемая язычниками. Её образ сложен из эклектических представлений средневекового книжника о «язычестве», в которых смешивались античные и славянские божества.
Упомянута в той части переводной «Беседе Григория Богослова об испытании града (градом)», которая признаётся вставкой русского книжника XI века. Здесь, после перечисления пережитков язычества, сказано «Овъ Дыю жъреть, а другый — Дивии…». Судя по всему, Дивия здесь — это женское соответствие Дыю, то есть греческому Зевсу из церковных текстов.
Б. А. Рыбаков видит в Дивии Великую Богиню-мать и соотносит её с Ма-Дивией крито-микенского периода. По его мнению, слова «Беседы Григория Богослова» свидетельствуют о поклонении этой богине спустя столетие после крещения Руси.
В «Слове святого Григория, изобретено в толцех» богиня Дива упомянута после Мокоши. Не исключено, что Дива в данном случае — не имя богини, а эпитет Мокоши: Мокошь-дева.
Близкая Дионе богиня Дивия выступала в роли супруги Зевса в микенском пантеоне Пилоса.